# فرانك آدامز
فرانك آدامز (بالإنجليزية: Frank Adams)‏ (8 فبراير 1933 بليفربول في المملكة المتحدة - 25 مارس 2009 في المملكة المتحدة) هو لاعب كرة قدم بريطاني في مركز حراسة المرمى. لعب مع نادي بوري ونادي ترانمير روفرز لكرة القدم ونادي تشستر سيتي.